# Fischeln
Fischeln – dzielnica miasta Krefeld w Niemczech, w kraju związkowym Nadrenia Północna-Westfalia, w rejencji Düsseldorf.

## Populacja

### Demografia
Według spisu ludności z 2023 roku w dzielnicy Fischeln mieszkało 13160 mieszkańców, z czego 6361 to mężczyźni, a 6799 to kobiety. 11956 mieszkańców dzielnicy ma pochodzenie niemieckie, a 1204 pochodzenie zagraniczne.

## Transport
W Fischeln swój ostatni przystanek miała linia tramwajowa Krefeld – Moers, która kursowała od 1909 do 1963 roku.